# 南山名
南山名（みなみやな）は、愛知県丹羽郡扶桑町の地名。27の小字が存在する。

## 地理

### 小字
- 一色（いしき）
- 岩石（いわいし）
- 神地（かんち）
- 小山西（こやまにし）
- 小山東（こやまひがし）
- 逆巻（さかまき）
- 新津（しんづ）
- 高塚（たかづか）
- 寺前（てらまえ）
- 仲畑（なかはた）
- 名護根（なごね）
- 西寺子（にしてらこ）
- 西ノ山（にしのやま）
- 野田浦（のだうら）
- 本郷（ほんごう）
- 前ノ浦（まえのうら）
- 前ノ前（まえのまえ）
- 松葉（まつば）
- 馬場（まんば）
- 道下（みちした）
- 宮西（みやにし）
- 御幸堂（みよど）
- 森（もり）
- 安戸（やすど）
- 山神浦（やまのかみうら）
- 山神前（やまのかみまえ）
- 別レ塚（わかれづか）

### 交通
- 愛知県道156号小渕江南線
- 愛知県道192号草井羽黒線

### 施設
- イオンモール扶桑
- DCM扶桑店
- キッコーナ扶桑工場
- 扶桑町立山名小学校
- 山名保育園
- 丹羽消防署扶桑出張所
- 悟渓寺
- 顕宝寺
- 開覚寺
- 山那神社

## 歴史
丹羽郡南山名村を前身とする。

### 地名の由来
簗場のあった所によるとみられる。

### 江戸時代
- 1699年（元禄12年） - 悟渓寺建立[2]。
- 1826年（文政9年） - 悟渓寺が悟渓庵として再建[2]。

### 明治
- 1889年（明治22年）10月1日 - 町村制施行に伴い、丹羽郡山名村大字南山名となる[1]。
- 1891年（明治24年）10月28日 - 濃尾地震により、悟渓寺の本堂兼庫裡が倒壊[2]。
- 1906年（明治39年）10月1日 - 合併に伴い、扶桑村大字南山名となる[1]。

### 昭和
- 1952年（昭和27年）8月1日 - 町制施行に伴い、扶桑町大字南山名となる[1]。
- 1977年（昭和52年）9月1日 - 悟渓寺が「悟渓屋敷」として扶桑町指定文化財（史跡）となる。

### 平成
- 2003年（平成15年）8月9日 - イオンモール扶桑開業[新聞 1][新聞 2]。

### 人口の変遷
国勢調査による人口および世帯数の推移。
| 1995年（平成7年）  | 1258世帯 3624人 |  |
| 2000年（平成12年） | 1205世帯 3480人 |  |
| 2005年（平成17年） | 1059世帯 3300人 |  |
| 2010年（平成22年） | 1150世帯 3346人 |  |
| 2015年（平成27年） | 1194世帯 3428人 |  |
| 2020年（令和2年）  | 1230世帯 3395人 |  |

### WEB
1. ↑  “愛知県丹羽郡扶桑町の町丁・字一覧”.   人口統計ラボ. 2024年4月26日閲覧。
2. 1 2  総務省統計局 (2022年2月10日). “令和2年国勢調査の調査結果(e-Stat) - 男女別人口，外国人人口及び世帯数－町丁・字等” (CSV). 2023年8月2日閲覧。
3. ↑  “読み仮名データの促音・拗音を小書きで表記するもの(zip形式) 愛知県” (zip).   日本郵便 (2024年2月29日). 2024年3月26日閲覧。
4. ↑  “市外局番の一覧” (PDF).   総務省 (2022年3月1日). 2022年3月22日閲覧。
5. ↑  “ナンバープレートについて”.   一般社団法人愛知県自動車会議所. 2024年1月21日閲覧。
6. ↑  総務省統計局 (2014年3月28日). “平成7年国勢調査の調査結果(e-Stat) - 男女別人口及び世帯数 －町丁・字等” (CSV). 2021年7月20日閲覧。
7. ↑  総務省統計局 (2014年5月30日). “平成12年国勢調査の調査結果(e-Stat) - 男女別人口及び世帯数 －町丁・字等” (CSV). 2021年7月20日閲覧。
8. ↑  総務省統計局 (2014年6月27日). “平成17年国勢調査の調査結果(e-Stat) - 男女別人口及び世帯数 －町丁・字等” (CSV). 2021年7月21日閲覧。
9. ↑  総務省統計局 (2012年1月20日). “平成22年国勢調査の調査結果(e-Stat) - 男女別人口及び世帯数 －町丁・字等” (CSV). 2021年7月21日閲覧。
10. ↑  総務省統計局 (2017年1月27日). “平成27年国勢調査の調査結果(e-Stat) - 男女別人口及び世帯数 －町丁・字等” (CSV). 2021年7月21日閲覧。

### 新聞
1. ↑  “イオン、「イオン扶桑SC」8月9日にオープン”. 日本食糧新聞 (日本食糧新聞社). (2003年7月14日)
2. ↑  “イオン扶桑ショッピングセンター8月9日（土）オープン 愛知県丹羽郡扶桑町”. タイハン特報 (大量販売新聞社). (2003年8月4日)

### 書籍
1. 1 2 3 4  「角川日本地名大辞典」編纂委員会 1989, p. 1293.
2. 1 2 3  扶桑町教育委員会,扶桑町史編集委員会 1998, p. 517.